# Adrienne Clarkson
Adrienne Louise Clarkson, 伍冰枝, (Hong Kong, 10 de fevereiro de 1939) foi governadora-geral do Canadá. Exerceu o cargo entre 1999 e 2005. Ela é a primeira canadense de ascendência chinesa e a segunda mulher a alcançar este cargo, a primeira tendo sido a quebequense Jeanne Sauvé. Foi sucedida em 27 de fevereiro de 2005 pela haitiana Michaëlle Jean.
Adrienne Clarkson nasceu em Hong Kong, mas cresceu em Ottawa, Ontário.